# Rosthern
Pour les articles homonymes, voir Rosthern (homonymie).
Rosthern est une ville canadienne du centre de la Saskatchewan située à la jonction des routes 11 et 312. Elle est située à peu près à mi-chemin entre les villes de Prince Albert et de Saskatoon.

## Histoire
Les colons mennonites, menés par Gerhard Ens, commencent à arriver dans la région vers 1890, avec l'établissement du chemin de fer Qu'Appelle, Long Lake &amp; Saskatchewan se rendant à Prince Albert. Le bureau de poste est créé en 1893 et le statut de village est obtenu en 1898. En 1903, Rosthern est constituée en ville. 
Il existe plusieurs versions apocryphes expliquant l'origine du nom de la ville. La première est qu'à la fin des années 1880, alors que le chemin de fer reliait Regina à Prince Albert, un homme du nom de Ross s'est noyé dans le ruisseau qui traverse la ville. Terne est un vieil anglais qui signifie tarn, une piscine, et le nom est resté.  Selon toute vraisemblance, cependant, le nom de la ville fait écho à un vieux nom mondial apporté par un travailleur du chemin de fer ayant le mal du pays, en l'occurrence celui de Rostherne, un village du Royaume-Uni. 
En septembre 2022, le principal suspect d'une tuerie de masse orchestrée dans la Première Nation de James Smith est localisé près du village et permet de mettre fin à la chasse à l'homme dont il faisait l'objet.   

## Attraits

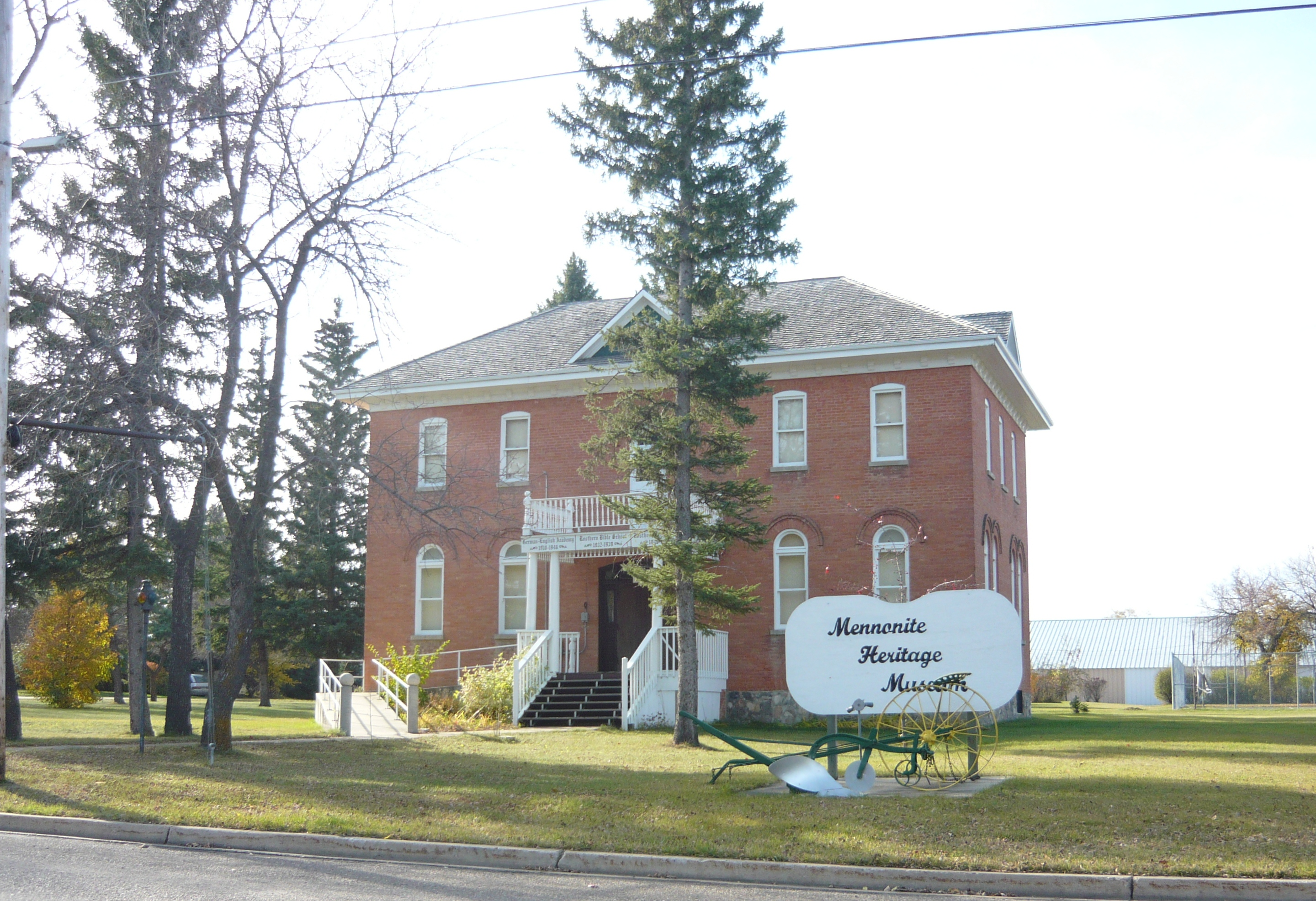
Musée du patrimoine mennonite (1910).

Rosthern possède une bibliothèque publique, de nombreux parcs et sentiers pédestres, le parc régional de Valley avec un parcours de golf vert de 18 trous, deux terrains de balle, deux patinoires de hockey en salle, une piste de curling, une piste de bowling et trois gymnases scolaires. Une piscine extérieure est achevée en 2005. Rosthern abrite également le Youth Farm Bible Camp.
À proximité de Rosthern se trouvent la ferme Seager Wheeler, un lieu historique national du Canada, et le musée du patrimoine mennonite de Rosthern, qui est une propriété patrimoniale municipale inscrite au Registre canadien des lieux historiques. 

## Démographie
La population de Rosthern est de 1 602 personnes, tel qu'établi par le recensement canadien de 2021. Il s'agit d'une diminution de 5,1 % depuis le recensement de 2016. Avec un territoire d'une superficie de 4,14 kilomètres carrés, la densité de population est de 387 habitants par kilomètre carré en 2021. 